# クララ・オズワルド
クララ・オズワルド（英: Clara Oswald）は、テレビドラマ「ドクター・フー」に登場する11代目ドクターと12代目ドクターのコンパニオンである
。
1986年11月23日生まれ。
ジェナ・ルイーズ・コールマンがシーズン9まで演じた。

## 劇中での活躍
シーズン7第1話「ダーレク収容所」にて初登場し、その後クリスマススペシャル「スノーメン」で再登場、シーズン7第6話「セントジョンの鐘」よりコンパニオンとなった。

### ダーレク収容所

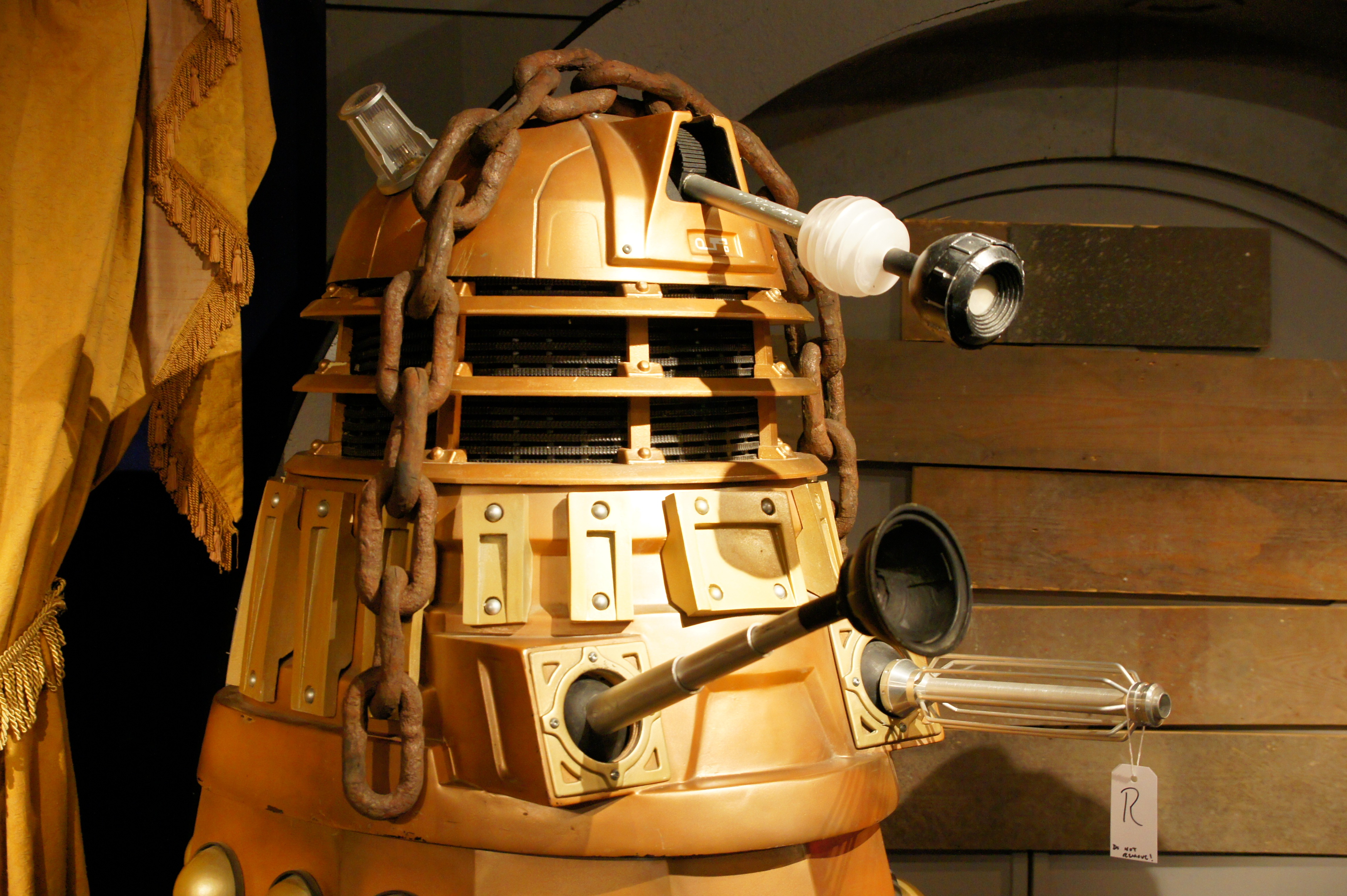
オズウィン

11代目ドクターが初めて出会ったクララは、宇宙船アラスカ号の娯楽担当係としてのクララであった。ただしこのエピソードではオズウィン・オズワルドと名乗っており、クララという名前は登場していない。
疾患を持つ異常なダーレクを収容した惑星に宇宙船アラスカ号が墜落、それから1年間ダーレクに怯えながら生活を送っていた。そこへドクター達が到達し、オズウィンはドクター達に救出を依頼、ダーレクの設備やネットワークにハッキングを仕掛けドクター達を誘導する。しかし他の乗組員はとっくに死亡して骨になっていたこと、ドクターまでも侵入できなかったダーレクのネットワークに侵入できたこと、オズウィンがスフレを焼いていたが牛乳や卵の入手もとが不明であることからドクターはオズウィンに不信感を抱き始める。
実は既にオズウィンは改造されてダーレクになっており、彼女はそれに気付かず救援を要請していたのだった。全てを知りドクターを抹殺しようとするが止まり、『逃げてお利口さん、覚えていて（Run You Clever Boy, And Remember.）』という言葉を残す。その後、上空に待機しているダーレク艦隊の砲撃を受け惑星もろとも爆破された。

### スノーメン

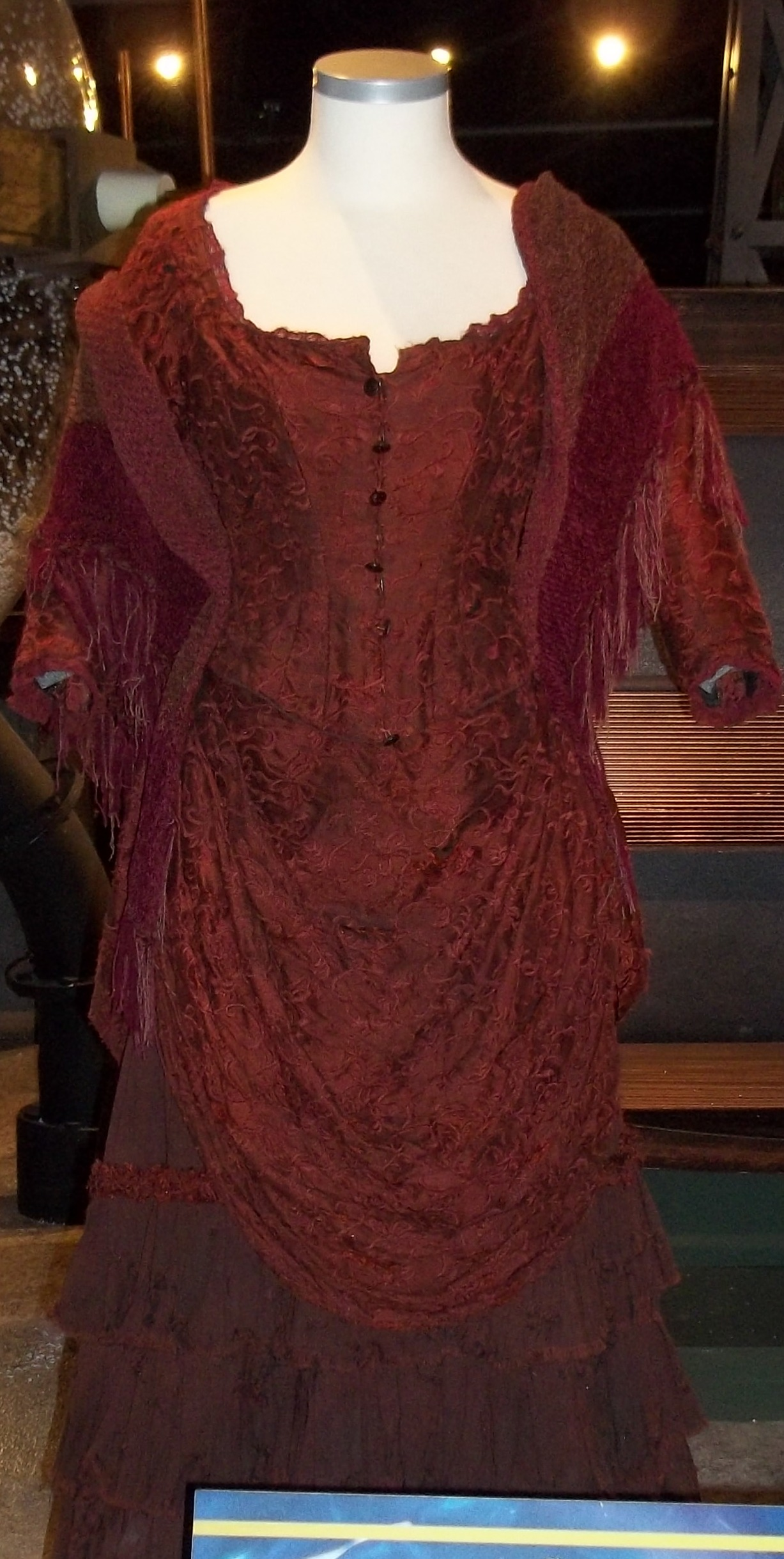
スノーメンでのクララのコスチューム

11代目ドクターが初めて顔を合わせたクララ。昼はガヴァネス、夜は居酒屋の店員として働く女性。
グレート・インテリジェンスの雪だるまに襲われていたところをドクターに救われ、ドクターに興味を持ち接近していく。池で溺死した前任のガヴァネスが氷人間となって復活し、それに襲われて空から転落。その後、ドクターに看取られて息を引き取った。その際、『逃げてお利口さん、覚えていて（Run You Clever Boy, And Remember.）』という言葉を残した。
この言葉をきっかけに、ドクターはオズウィンとクララを結び付けて「あり得ない存在（Impossible Girl）」と呼称し、彼女の謎を解こうと動き始める。

### 現代のクララ
シーズン7第6話「セント・ジョンの鐘」で初登場となるランカシャー出身の女性で、「スノーメン」に登場したクララ同様家庭教師をしている。インターネットの接続が分からずにいると店員からドクターの電話番号を進められターディスに電話をかけドクターと出会う。同時進行でグレートインテリジェンスによる襲撃を受けてインターネット上に魂をアップロードされかけるがドクターに助けられ、共に冒険を始める。時間旅行をするうちに教え子にそれが発覚し、仕方なく同行させたこともあった。

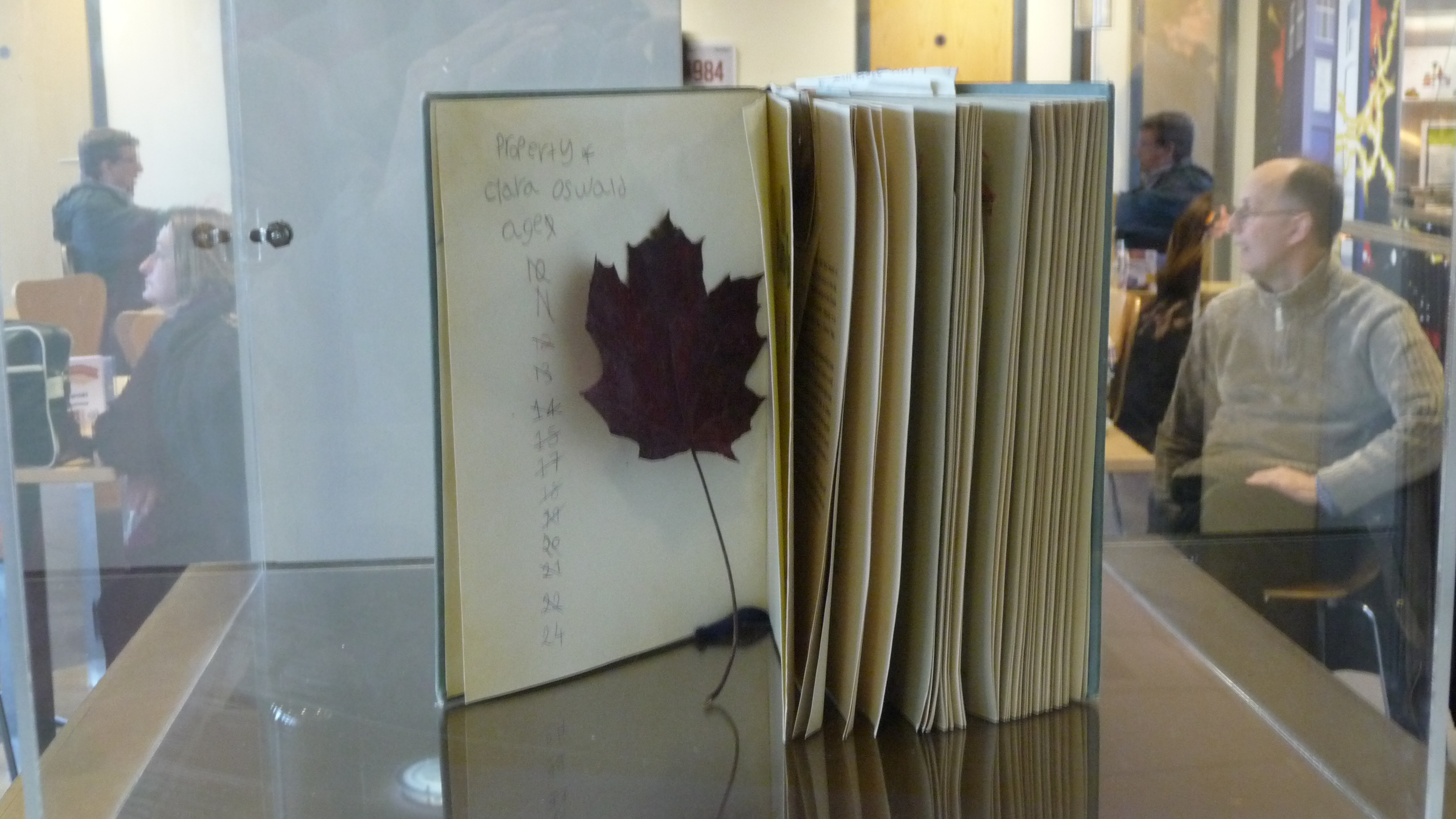
クララ誕生のきっかけとなった葉っぱ

両親の出会いは交通事故から始まる。後の父親が道を歩いていたところ飛ばされてきた葉っぱが顔に当たって車にはねられかけたところ、後の母親が救出、そこから恋愛に発展しクララが生まれることとなった。このとき両親を引き合わせた葉っぱはクララが大切に保持しており、「アカテンの輪」では人の物語を捕食する恒星生命体をこの葉っぱの持つ無限の未来を利用して倒している。この葉っぱはシーズン7第13話「ドクターの名前」でも登場し、ドクターのタイムラインに入ったクララを救出する一手となった。
クララが複数人存在した理由については50周年記念クリスマススペシャル「ドクターの名前」において明らかにされた。ドクターの墓が暴かれて内部に収納されていたドクターのタイムラインにグレートインテリジェンスが侵入し歴代のドクターの人生の勝利を敗北に変えたため、これまで歴代のドクターが救ってきた惑星や人々の存在が消滅したが、クララがタイムラインに飛び込んで歴代のドクターを助ける存在として、タイムラインに散らばったため、クララ自身の存在は砕け散ったものと思われた。初代ドクターがターディスを盗む際にも出現し、盗むターディスを別のものに変えるよう助言をした。これが、クララが『IMPOSSIBLE GIRL（あり得ない存在の女の子）』になった原因であった。
「ドクターの日」以降では中学教師に就任。コールヒル中学校で教鞭をとっていた。
ドクターが12代目ドクターに再生してからは、最初は非情になったドクターに戸惑い、ドクターの元を去ろうとするが、11代目ドクターからの電話によって、ドクターとまた旅をする決心をする。
シーズン8ではクララに焦点が置かれ、コールヒル中学で出会った数学教師ダニー・ピンクと恋に落ちるが、彼は交通事故で死亡。クララは12代目ドクターについて非常に詳しくなっており、ターディスの鍵の隠し場所をすべて知っていたので、ダニーを生き返らせないとターディスの鍵7本を全部破壊すると脅したただ一人のコンパニオンである。ダニーはミッシーの企みによってサイバーマンとなるが、世界を救うため他のサイバーマンを連れて自爆した。
またクララはシーズン8「聞いて」にて幼少期のドクターに会っている。
シーズン8と9の間のクリスマススペシャル『最後のクリスマス』では、クララは夢ガニというエイリアンに記憶を捻じ曲げられ、老婆になっていたが誰とも結婚しなかったとクララは告げた。ダニー・ピンク以外に愛する者はいなかったかとドクターに聞かれ、「一人いたけど、叶わぬ恋だった」と言っており、それは11代目ドクターのことだと考えられる。夢ガニの夢から覚めて若返ったクララは、ドクターのことを「私のサンタ」と呼んでいる。
しばらくドクターと共に旅をし、様々な惑星や時代を訪ね、人々を助けて回っていたが、12代目ドクターは人情味が薄く、人々の感情に疎いため、クララはドクターに人の心情を汲んだ発言のためのカードを何枚も持たせており、ドクターはそのカードを読んで人を励ましたりするようになり、段々と他人の感情に寄り添うように成長していく。
シーズン9第10話『カラスに立ち向かえ』で、友人リグシーを救うため、クォンタム・シェードと呼ばれる処刑用システムを譲り受けたが、それを解除することは誰にも出来ず、処刑のカラスに体を貫かれて死亡する。
その後シーズン9第11話『影に捕らわれて』にて、ドクターの故郷ギャリフレイの最高司令官ラシロンによって罠にはめられたドクターは、45億年間の間、牢獄に閉じ込められたが根性だけで脱出するが、ドクターはクララの死を認めておらず、ギャリフレイの先端技術で、クララがカラスのクォンタム・シェードに体を貫かれる一瞬の直前に時間を凍結し、ギャリフレイから他のターディスを盗んでクララと逃走する。宇宙が滅亡する寸前まで逃げたが、クララは息を吹き返すことはできず、凍結した時間の中で生き延びることとなる。この時クララは、ドクターのことを45億年間も牢獄に閉じ込めたギャリフレイのタイムロードらに対して、激怒している。
シーズン9第12話『時空の果てで』にて、クララの脳内のドクターの記憶がなくなれば、クララは生き延びられるのではないかと思ったドクターだったが、ドクターとの素晴らしい旅の思い出は私のもの、誰にも奪わせない、とクララは記憶を消されることを拒否し、クララの代わりにドクターがクララの記憶をなくしてしまう。クララは凍結した時間の中で生きることを決め、アシルダ（ミー）と共に、次の鼓動が脈打つまでという期限付きで、カフェ型ターディスに乗って新たな旅に出発した。次の鼓動が打ったのがいつかは不明なため、クララはいつまで生きていたかは謎である。
シーズン10の後のクリスマススペシャル『戦場と二人のドクター』にて、12代目ドクターは再生を拒んでいたが、再生を拒む初代ドクターと出会い、テスティモニーという人の最期を記録して悼むエイリアン生物によって再現されたクララと、最期に顔を合わせたことによって、宇宙を救うことに疲れたドクターであったが、再生することを決意し、13代目ドクターへと再生することとなる。